# Supercoupe du Nigeria de football
La supercoupe du Nigeria de football est une compétition de football opposant lors d'un match unique le champion du Nigeria au vainqueur de la coupe du Nigeria.

## Palmarès
| Saison | Vainqueur       | Score       | Finaliste       |
| ------ | --------------- | ----------- | --------------- |
| 1984   | Leventis United | 2-1         | Enugu Rangers   |
| 1999   | Lobi Stars      | 2-1         | Plateau United  |
| 2000   | Julius Berger   | 2-1         | Niger Tornadoes |
| 2001   | Enyimba         | 2-0         | Dolphin FC      |
| 2002   | Julius Berger   | 1-0         | Enyimba         |
| 2003   | Enyimba         | 0-0, 5-3tab | Lobi Stars      |
| 2004   | Dolphin FC      | –           | Enugu Rangers   |
| 2006   | Ocean Boys FC   | 1-0         | Dolphin FC      |
| 2009   | Bayelsa United  | 1-0         | Enyimba         |
| 2010   | Enyimba         | 0-0, 4-2tab | Kaduna United   |
| 2011   | Heartland FC    | 1-0         | Dolphin FC      |
| 2012   | Heartland FC    | 2-1         | Kano Pillars FC |
| 2016   | Akwa United     | 0-0, 4-3tab | Enyimba         |
| 2017   | Ifeanyi Ubah FC | 0-0, 5-4tab | Enugu Rangers   |
| 2018   | Lobi Stars      | 1-0         | Enugu Rangers   |

## Bilan
| Club                              | Vainqueur | Finaliste |
| --------------------------------- | --------- | --------- |
| Enyimba FC                        | 3         | 3         |
| Lobi Stars                        | 2         | 1         |
| Julius Berger                     | 2         | 0         |
| Iwuanyanwu Nationale/Heartland FC | 2         | 0         |
| Eagle Cement/Dolphin FC           | 1         | 2         |
| Bayelsa United                    | 1         | 0         |
| Leventis United                   | 1         | 0         |
| Ifeanyi Ubah FC                   | 1         | 0         |
| Akwa United                       | 1         | 0         |
| Ocean Boys FC                     | 1         | 0         |
| Enugu Rangers                     | 0         | 4         |
| Niger Tornadoes                   | 0         | 1         |
| Plateau United                    | 0         | 1         |
| Kano Pillars                      | 0         | 1         |
| Kaduna United                     | 0         | 1         |